# EC 1.7
La EC 1.7 è una sottoclasse della classificazione EC relativa agli enzimi. Si tratta di una sottoclasse delle ossidoreduttasi che include enzimi che utilizzano composti azotati come donatori di elettroni.

## Sotto-sottoclassi
Esistono cinque ulteriori sotto-sottoclassi:
- EC 1.7.1: con NAD+ o NADP+ come accettore;
- EC 1.7.2: con un citocromo come accettore;
- EC 1.7.3: con ossigeno come accettore;
- EC 1.7.7: con una proteina contenente centri ferro-zolfo come accettore;
- EC 1.7.99: con altri accettori.